# Estación de Infiesto-Apeadero
Infiesto-Apeadero es un apeadero ferroviario situado en el municipio español de Piloña, en el Principado de Asturias. Forma parte de la red de vía estrecha operada por Renfe Operadora a través su división comercial Renfe Cercanías AM. Está integrada dentro del núcleo de Cercanías Asturias al pertenecer a la línea C-6 (antigua F-6) que une Oviedo con Infiesto, siendo uno de los terminales de la misma. Cuenta también con servicios regionales.

## Situación ferroviaria
La estación se encuentra en el punto kilométrico 362,9 de la línea férrea de ancho métrico que une Oviedo con Santander, a 148 metros de altitud. El tramo es de vía única y está electrificado.

## Historia
Aunque situada en el tramo Oviedo-Infiesto abierto por los Compañía de los Ferrocarriles Económicos de Asturias el 13 de noviembre de 1891 no se dispuso de ninguna parada en el lugar. Su creación es posterior y ligada a la necesidad de una parada más cercana al núcleo urbano. Desde el año 2009 la red de cercanías culmina su recorrido en el apeadero facilitando también el acceso a un centro de salud cercano.

## Servicios ferroviarios

### Regionales
Los trenes regionales que unen Oviedo y Santander tienen parada en la estación.
| Línea | Origen/Destino | Paradas intermedias | Destino/Origen |
| ----- | -------------- | --- | -------------- |
|       | Oviedo         | La Corredoria · Parque Principado · Colloto · Meres · Fonciello · El Berrón · La Carrera · Pola de Siero · Los Corros · Lieres · El Remedio · Llames · Nava · Fuente Santa · Ceceda · Carancos · Pintueles · Infiesto · Infiesto-Apeadero · Villamayor · Sebares · Soto de Dueñas · Ozanes · Policlínico de Arriondas · Arriondas · Fuentes · Toraño · Cuevas · Llovio · Ribadesella · Camango · Belmonte · Nueva · Villahormes · Posada · Balmori · Celorio · Poo · Llanes · San Roque del Acebal · Vidiago · Pendueles · Colombres · Unquera · Pesúes · San Vicente de la Barquera · El Barcenal · Roiz · Treceño · Cabezón de la Sal · San Pedro de Rudagüera · Puente San Miguel · Torrelavega-Centro | Santander      |

### Cercanías
Forma parte de la línea C-6 (Oviedo - Infiesto Apeadero) de Cercanías Asturias. Tiene una frecuencia de trenes cercana a un tren cada treinta minutos. La cadencia disminuye durante los fines de semana y festivos.
| procedencia/destino | < estación | Línea | estación > | destino/procedencia |
| ------------------- | ---------- | ----- | ---------- | ------------------- |
| Oviedo              | Infiesto   |       | Terminal   | Terminal            |